# L'affare Goshenko
L'affare Goshenko (L'Espion) è un film del 1966 diretto da Raoul Lévy.

## Trama
Il professor Bower viene inviato in Unione Sovietica dai servizi segreti americani per incontrare il professor Goshenko, apparentemente disposto a divulgare alcune informazioni di carattere scientifico.

## Produzione
Si tratta dell'ultimo film di Raoul Lévy, che partecipò anche alla stesura della sceneggiatura, ricavata da un soggetto di Paul Thomas.
Il film rappresenta inoltre anche l'ultima interpretazione di Montgomery Clift che morì nello stesso anno.